# Forza Motorsport (2023)
Forza Motorsport ist eine 2023 veröffentlichte Rennsimulation von Entwickler Turn 10 Studios und Publisher Xbox Game Studios. Das Spiel für Xbox Series und Windows ist der 13. Titel in der Forza-Reihe und das achte Spiel der Forza-Motorsport-Serie, für die es nach dem 2017 erschienenen Forza Motorsport 7 ein Reboot darstellt. Forza Motorsport erschien am 5. Oktober 2023 zunächst exklusiv für Vorbesteller der Premium-Edition, am 9. Oktober in Nordamerika und am 10. Oktober 2023 weltweit für alle Spieler.
Das Spiel enthält Raytracing in Echtzeit, simuliert Reifenverschleiß und dynamische Tageszeiten. Es kann im Einzelspieler-Karrieremodus oder in verschiedenen Online-Mehrspielermodi gespielt werden. Ab Veröffentlichung werden vier DLC-Pakete zum separaten Kauf angeboten.

## Rezeption
Forza Motorsport erhielt laut Wertungsaggregator Metacritic „im Allgemeinen positive“ Bewertungen der Computerspielpresse. Laut OpenCritic empfehlen 90 Prozent der Kritiker das Spiel. GameStar fand Lob für fesselndes Gameplay, eine gelungene Mischung aus Arcade- und simulativen Elementen und einen umfangreichen Fuhrpark. Außerhalb der Rennen käme jedoch wenig Motorsport-Flair auf und der Detailgrad des Schadensmodells sei vergleichsweise gering. GamesRadar+ hob die Grafik, Wettereffekte und einen spannenden Mehrspielermodus hervor, kritisierte aber einen eintönigen Karriere-Modus und nicht ausgereifte Gegner-KI.
Mehrheitlich ablehnend sind hingegen die Bewertungen von Spielern bei Steam und im Microsoft Store.